# Cratere di Chiyli
Il Cratere di Chiyli è un cratere meteoritico con un diametro di 5,5 km del Kazakistan occidentale. È situato a ca. 320 km a nord-nord-est del lago d'Aral.
Si stima che l'impatto meteoritico che ha prodotto la formazione geologica sia avvenuto 46 ±7 milioni di anni fa nell'Eocene. Pur essendo esposto all'erosione atmosferica, le immagini satellitari ne evidenziano i contorni.